# Сугаки
Суга́ки — село в Україні, у Вендичанській селищній громаді Могилів-Подільського району Вінницької області. Населення становить 1664 осіб.

## Розташування
Село Сугаки міститься за 25 км від районного центру м. Могилів-Подільського Вінницької області, та за 10 км від залізничної станції Вендичани (раніше Сугаки входило до Вендичанської волості Могилів-Подільського повіту, Подільської губернії).
Село розташоване на схилах річки Немії, притоки річки Дністра. З землями села Сугак межують землі села Тропова на сході, на південному сході села Сліди, на півдні села Кричанівки, на заході селища Вендичани Могилів-Подільського району і на півночі села Плоске Могилів-Подільського району.

## Історія
Територія, на якій розташоване село Сугаки була заселена з давніх часів. Ще й тепер знаходять знаряддя праці періоду неоліту (шліфовані сокири, скребки). У середині III тис. до н. е. тут жило слов'янське плем'я уличів (відомо три родових поселення — «пасіка», «рудка» та «кадоба» назви яких зберігають урочища і досі). Біля села Сугаки виявлено ознаки трипільської культури.
За переказами, на місці с. Сугак було колись містечко Сугатин, зруйноване татарами в 1240 р. Відносно цих подій існує така легенда, що на місці урочища «пасіка» в XIII ст. існувало поселення ремісників, які виготовляли пряжу з шерсті тонкорунних диких кіз сугаків (від яких нібито походить назва їхніх родичів — сайгаків, про це згадує в своїх працях історик Яворницький). Ремісники, в честь цих тварин і назвали своє містечко Сугатином. Воно славилось своєю красою та якістю пряжі сугатинських майстрів. В один із днів монголо-татарського нашестя на землі Київської Русі не пощастило і жителям Сугатина. Татари увірвавшись до містечка зігнали усіх жителів і вирізали їх, а потім пограбували місто і спалили його. Залишились в живих ті, кого на той час не було в місті, або втік. Вдалося вижити і дружині місцевого коваля, котра втекла з новонародженим сином Сугаком. Вона прибігла на берег до річки Немії і почала оплакувати свого загиблого чоловіка, що аж перетворилася на вербу над річкою. А маленький Сугак ріс, ховаючись у вербі, знаходячись завжди біля матері. А коли виріс, то згуртував навколо себе людей, які залишились живими після татарських набігів і заснував поселення — Сугаки.
З часів Хотинської війни 1621 р. існує легенда про урочище «орланка», яке знаходиться між селами Сугаки і Кричанівка, біля садиби родини Сиротинських. Кажуть, ніби турецький флот, піднявшись по Дністру, висадився в районі Могилева. І верхи на конях могилівським шляхом турки попрямував на північний схід грабуючи місцеве населення і особливо — церкви. Так вони дійшли аж до сучасного Копайгорода, де до них дійшла звістка про те, що на зустріч їм рушив загін козаків. Тому турки вирішили звернути праворуч зі шляху і вздовж річки Немії повернутись назад до Могилева. По дорозі вони продовжували грабувати українські поселення і в одному із сіл захопили в полон кремезного козака Орлана, який приїхав провідати своїх родичів. Прибувши в село Сугаки, в якому в той час відбувались похорони Сави Скрипника (дана подія змальована в романі-дилогії Станіслава Тельнюка «Грає синє море») турки пограбували церкву і спалили її, а також перерізали тих хто був на похороні. І продовжили далі свій шлях вздовж річки Немії, але швидко рухатись з награбованим вони не могли, а козаки наздоганяли. Тому турки наказали козакові Орлану викопати яму, в яку вони поклали всі награбовані речі і разом з ними живцем закопали козака Орлана. Тому дане урочище зберігає трагічну назву змальованої події.
З архівних записів XIX ст.: «…Сугаки село въ 10 вер. на. ю. отъ, м. Лучинца, отъ ж.-д. ст. „Немерче“ также в 10 вер.; расположено по откосамъ къ долинѣ річки Неміи, притока р. Дністра, въ здоровой мѣстности съ суглинистою почвою. По преданію, на місті С. было нѣкогда містечко „Сугатинъ“, разрушеное татарами. Поселение, принадлежало Урускимъ, а въ настоящее время Сулятицкимъ. Кромьѣ 2 д. католиковъ и 35 д. євреевъ, въ С. проживають православные малороси-крестьяне, занимающіеся исключительно земледіліемъ, числомъ 1203 муж. и 1225 жен.»
Розповідають, що землі Сулятицьких простягались по великій території, від Юрковець аж до Копайгорода і Миток. За переказами, пан Сулятицький мав зв'язки з царем, через це зумів перенести будівництво залізничної колії на Могилів-Подільський по своїх землях з вигодою для себе. Будівництво залізниці, як свідчать перекази, планувалось будувати по іншій лінії. Панам Сулятицьким на території села належало (після реформи 1861 року) 2/3 площі кращої орної землі, а 1/3 гірших земель належало селянам. Маєтки (економії) панів Сулятицьких, були розташовані на околицях села Сугаки, обабіч доріг на село Вендичани і на село Сліди. В маєтках були будівлі для розміщення тварин (скотні двори), склади для зберігання хліба і будинки для управителя.
Серед селян було багато безземельних і малоземельних селян. В середньому на двір припадало 2-3 морги землі (це 1-1,5 га в метричних мірах). Незначна частина селян мала реманент для обробітку землі. Урожаї були низькі, селянам не вистачало хліба до нового врожаю. Щоб прожити, вони змушені були найматися на роботу до поміщиків, 15-20 % селян-підлітків виїжджало з села на заробітки до поміщиків на Бессарабію.
В післяреформений період, коли в країні почала розвиватись промисловість, в Сугаках на річці Немії було побудовано три млини і одну ґуральню. Ґуральня належала пану Сулятицькому, а млини — сільським багатіям: Медвідю Івану, Солдатову Афанасію, Солдатову Захару. В млині Солдатова Афанасія були встановлені петльові сита і маслобойня.
Заможні селяни, куркулі давали позики малоземельним селянам насінням, реманентом і тяглом на кабальних умовах: підрядчик забирав половину врожаю за позику. Був шлях визиску і в лихварів: Кундиловського, Зелінського, Янка, які за позичені гроші замість відсотків грішми, брали певну площу землі по договору.
З архівного запису XIX ст.: «Нині существующая въ приході деревянная однокупольная крестовидная церковь въ честь св. Симеона Столпника построена на средства прихожанъ въ 1855 г. Колокольня отдельно отъ церкви, каменная, сооруженная въ 1880 г. Иконостась, трехъ-ярусный, современньш церкви. Въ храмѣ єсть почитаемая за чудотворную икона Божій Матери съ Предвьчнымъ Младенцемъ, найденная, по преданію, въ одномъ изъ колодцевъ, и прославившаяся несколькими чудотвореніями; икона украшена 13-ю металическими привѣсками; ежегодно въ 10-ю пятницу по Пасхь къ ней бываетъ стеченіе богомольцевъ (отпустъ). Судя по тому, что между привѣсками встрѣчаются нѣкоторьія съ датою „1700“, можно полагать, что въ С. в этомъ году былъ уже храмъ, но сведений о немъ не сохранилось. На богослужебномъ Октоихѣ єсть надпись отъ 1739 г. о томъ, что онъ пожертвованъ въ Сугакскую церковь Обрѣзанія Господня; зрекція 1774 г. дана была церкви св. Симеона Столпника. Изъ церковныхъ документовъ известно, что церковь, предшествовавшая нынишней, была деревяная, трехкупольная, построеная въ 1724 г. и разобранная въ 1851 г. Въ ньщешнемъ храмѣ єсть ручной деревянный крестъ, очень искусно вырѣзанный въ 1779 г. приходскимъ священникомъ Григоріемъ Полтычевскимъ. Церковной земли 5Ід. 2188 с, въ томъ числі, усад. 2 д. 2103 с. пах. и сій. 49 д. 25 с. Причтъ въ С. положенъ трехъ членний, состоящий изъ священника и двухъ псаломщиковъ. Постройки для священника и 1 -го псаломщика сооружены на средства помѣщика въ 1876 г., при чемъ священническій домъ въ 1887 г. ремонтированъ и покритъ жестью; для 2-го псаломщика никакихъ построек нітъ.»
Священики користувались 51 десятиною землі, її обробляли наймані селяни за шлюби, за хрещення, похорони. Інколи найманим селянам видавалась невелика плата.
Церковно-приходська школа відкрилась у Сугаках у 1885 році. Спочатку діти навчались у хаті дячка, а з 1898 р. школа мала своє приміщення — колишнє приміщення корчми. В школі навчалось спершу по 25-30 учнів, а найбільше 42 учні. Всього дітей шкільного віку для початкової школи налічувалося до 200 учнів. Виходить 15-20 % дітей навчалося в школі. Учив дітей один учитель і піп.
В центрі села була зборня — місце, куди сходилися на збори селяни. На збори загадував соцький. Прийшовши на збори, селяни могли почути розпорядження властей. Сільський староста обирався або призначався із заможних селян.
7 (20) листопада 1917 року, відповідно до Третього Універсалу Української Центральної Ради, увійшло до складу Української Народної Республіки.
Влітку (липень) 1920 р. на Могилів-Подільщині встановлено Радянську владу. Селяни Сугак отримали частину поміщицької землі, а решта землі була передана в розпорядження Вендичанського цукру-радгоспу. При відділенні радгоспу був створений комсомольський осередок. В Сугаках його було створено в 1926 р., першим секретарем був Гаврищук Дем'ян Пантелеймонович.
В селі було організовано ТСОЗ (товариство спільного обробітку землі): 20 селянських сімей усуспільнили свою землю. Держава їм відвела землю в одному найкращому місці (це викликало у заможних селян реакцію), давала кредити на придбання машин, насіння, племінних корів, коней та свиней.
Початком колгоспного руху був 1929 рік. Бідні селяни і середняки села вступили в колгосп. Перші колгоспники села: Бабій Антін А., Фолюшняк Федот Т., Яруняк Г. Г., Яруняк Андрій А., Руденький Василь, Гуменюк М, Слободянюк Федір, Тернавська Мар'яна, Сопотніцький Петро. На початок 1930 року в колгоспі було 50 % господарств. Частина селянських господарств були проти і не вступали у колгосп. Наприкінці березня 1930 року частина колгоспників почала виходити з колгоспу і забирати усуспільнений живий і неживий реманент, насіння.
В 1931—1932 роках продовжувалась робота по боротьбі за суцільну колективізацію, в селі була ліквідовано «куркулів» — вони були вислані, а їхнє майно конфісковане. (Фактично після того, як з колективних господарств вивезли все до зернини, спеціальні бригади з місцевих «активістів», до яких за численними свідченнями очевидців входив сільський люмпен з ледарів, п'яниць, любителів поживитись чужим і навіть кримінальні елементи, під керівництвом посланців з райпарткомів та райвиконкомів пішли грабувати селянські обійстя. Забирали не лише зерно, а всі їстівні припаси, цінності, одяг, побутові речі. Нищилось те, що не можна було забрати — готова страва, квашені овочі, ікони. Інколи у голодної дитини виривали з рук і топтали чобітьми останню варену картоплину…)
Під час проведеного радянською владою Голодомору 1932—1933 років померло щонайменше 326 жителів села. Помирало кожного дня 7-8 людей, в тому числі і діти. В людей забирали все: худобу, зерно, картоплю, і. т. д. Жителі села Сугаки ходили в село Серби (Гонтівка) міняти одежу на харчі або працювати за їжу. Та це мало допомагало, люди вмирали від голоду і хвороб.
Голод тут розпочався в 1932 р., проте обком КП(б)У звернув увагу на становище села лише у березні 1933 р., коли кількість померлих від голоду, згідно з офіційними даними, перевищила 50 чоловік. Мізерна допомога не змогла врятувати людей, голод продовжував наростати. До кінця березня 1933 р. голодувало 250 сімей, до 100 сімей опухли, всього померло до 90 чоловік, з них дітей — 60 %, старших 50-ти років — 40 %. В перших числах березня був випадок, коли трупи померлих не прибирали протягом 3-4 днів через відсутність матеріалів для поховання. У квітні 1933 р. у селі зафіксували ще 70 випадків смерті. Всього за 1933 р. від голоду вимерло 40 % села. На 20 квітня 1934 р. з початку року померло ще 42 чол..
У 1933 році організовано другий колгосп ім. Г. І. Петровського.
В селі була парторганізація, яка спрямовувала діяльність колгоспу і села, був Бабій Антін Терентійович. У листопаді 1937 року Бабій А. Т. був засудженний до розстрілу трійкою УНКВС Вінницької обл. Реабілітований посмертно у 1960 р.
В 1930-ті роки понад 30 чол. з Сугак було засуджено до таборів або розстріляні.
В 1937 році радгоспне відділення було ліквідовано, а всі приміщення закупив колгосп ім. Петровського. Колгоспи мали свої автомашини, сівалки, жатки, інший причіпний інвентар. Тракторами, комбайнами та іншим інвентарем їх забезпечувала Вендичанська тракторна станція.
Працювала початкова школа, а в 1934 році (для дітей, які пережили Голодомор) була відкрита семирічна школа. В селі також був колбуд, в якому молодь розвивала свої таланти в гуртках художньої самодіяльності.
В 1939 році колгосп придбав перший радіоприймач. Сільська молодь училась на курсах механізаторів, опановували нову сільськогосподарську техніку, ставали трактористами, комбайнерами, шоферами. З Сугак вийшло: 4 командирів Червоної Армії, 5 медсестер, 1 техніка-будівельника, 2 учителя. В селі часто демонструвалися кінокартини, для дітей-дошкільнят були організовані дитячі ясла.
В перші дні німецько-радянської війни німецький літак бомбардував село. Червона армія відступила і з липня 1941 року Сугаки були під румунським протекторатом. В село прибули румунські поліцаї, призначили керівників сільських общин і створили сільську поліцію. Школа не працювала, було відновлено релігійні обряди і встановлено німецьку дисципліну. В селі в 1941—1943 роках нацисти створили єврейське гетто[джерело?]. Багато євреїв, румунів, молдован помирало від голоду, інфекційної епідемії.
20 березня 1944 року село Сугаки було знову окуповане радянськими військами. В боях за село загинуло 3 офіцери і 1 солдат. Братська могила в центрі села нагадує про цих людей.
На пам'ятних плитах в центрі села також прізвища загиблих сугачан — до Червоної Армії було мобілізовано і загинуло 188 воїнів села Сугаки, багато повернулися інвалідами.
В 1946 році в колгосп ім. Сталіна прийшов демобілізований воїн, комуніст Попов Н. І. Колгоспом ім. Петровського керував тоді Семенець Я. О., а з 1948 року став Мединич І. В 1950 році колгоспи об'єднали в один — ім. Сталіна, який пізніше перейменовано в колгосп «Дружба».
За 1961—1963 роках в селі побудовано за рахунок колгоспу середню школу на 500 учнів, ясла, лазню, село зв'язане з райцентром шосейною дорогою, по якій щоденно ходив автобус. У селі є будинок культури, медичний пункт, бібліотека з понад 300 читачів. На 1 січня 1970 року в селі було 2488 чоловік. Чоловіків − 988, жінок 1547. Середня народжуваність дітей 42-45 дітей у рік. Щорічно смертність по хворобі, старості 15−20 чоловік. Зростає багатство колгоспу. Якщо прибутки колгоспу на 1 січня 1953 року становили 1020246 карбованців в старих цінах, то на 1 січня 1963 року − 543.828 карбованців в нових цінах. Ріст в 3-5 разів. Господарство колгоспу електрифіковане, на фермах механізоване водопостачання. На 1963 рік колгосп мав 2990 га землі, в тому числі орної 2490 га, 115 га садка, 27 га винограду. На своїх полях колгосп щорічно одержує 20-22 ц/га зернових, 240—280 ц цукрових буряків. На молочнотоварній фермі доярки надоюють по 2000 кг молока. Порівнюючи з 1953 роком так виглядає річні поголів'я громадського тваринництва в колгоспі: Форми тварин 1953 рік 1963 рік 3 них 1953рік 1963 рік
ВРХ (голів) 486 1180 Корів 90 400
СТФ
(свиней) 527 1385 Свиноматок 75 180
Овець 224 300 вівцематок 162 170
курей 1729 4000
За добрі успіхи у веденні колгоспного виробництва в 1958 році голову колгоспу Попова Никифора Івановича нагороджено орденом Трудового Червоного Прапора. За високі надої молока, доярку Сваричевську Надію Антонівну нагороджено медаллю «За трудовую доблесть».
На 1963 рік в одноосібному користуванні колгоспників 251 корова, 300 свиней, багато птиці. Керівництво села здійснює сільська Рада депутатів трудящих, до якої входять 27 депутатів трудящих. Село має двох депутатів в районній Раді.
Неповну середню школу закінчили 477 громадян, середню школу — ЗО громадян, вищу спеціальну 3 громадяни, середню спеціальну — 18 громадян. У 1962—1963 навчальному році у восьмирічній школі навчалось 365 учнів, у середніх школах — 41 учень, у спеціально середніх 12 учнів, а у вищих навчальних закладах 6 студентів. При восьмирічній був 9-й вечірній клас на 25 учнів та групи заочників на 18.
За після воєнні роки колгосп побудував 3 свинарники на 300 голів, 1 корівник на 100 голів, 1 роділку, телятник на 50 голів. 1 птахоферму на 2000 голів птиці.
90 % усіх трудомістких робіт колгоспу виконує тракторна бригада, колгосп купив в РТС 20 тракторів, 10 комбайнів, 12 автомашин і багато іншого інвентарю. У другій половині 80-х на початок 90-х років селяни мали змогу користуватись електричним млином, олійнею, використовувати власну цеглу, споживати сугаківську ковбасу. Люди працювали на фермах, доглядали свиней, корів, коней, овець, курей. Працювали на теплицях, сіяли поля зерновими і овочевими культурами. На пасіці бджоли невтомно носили мед. Колгоспники мали можливість митися в колгоспні лазні і харчуватися в столові. Крім того збудований прекрасний спортзал в якому був увесь спортивний інвентар, басейн, душ, тренажери.
В 1994-1995  році президент підписав укази про розпаювання землі.
Крім того, було розпайовано і майно. Колгосп почав занепадати. Змінювалось керівництво, але це не принесло очікуваних результатів. Більшість земель заростають бур'янами. У 2006 році працюють лише дитячий садок, школа, сільська рада, будинок культури, пошта, бібліотека і кілька приватних магазинів. Пустовіт С. В. директор юнацької футбольної школи, Пустовіт М. М. навчає грати на духових інструментах молодь села. Більшість молодих сімей виїжджають у міста. Чоловіки їздять на роботу, щоб заробити гроші на життя.
12 червня 2020 року, відповідно до Розпорядження Кабінету Міністрів України від № 707-р «Про визначення адміністративних центрів та затвердження територій територіальних громад Вінницької області», увійшло до складу Вендичанської селищної громади.
19 липня 2020 року, в результаті адміністративно-територіальної реформи та ліквідації Могилів-Подільського району (1923 — 2020), село увійшло до складу новоутвореного Могилів-Подільського району.

## Пам'ятники
У червні 2008 року в селі відкрито пам'ятник жертвам Голодомору 1932—1933 років.